# Miramar (cinéma)
Ne doit pas être confondu avec le Pathé Parnasse et le Pathé Montparnos, auxquels il fut rattaché de 2010 à 2022.
Pour les articles homonymes, voir Miramar.
Le Miramar était un complexe cinématographique de 3 salles, situé au 3 rue du Départ dans le 14e arrondissement de Paris. Il était l'un des trois cinémas du réseau Pathé dans le quartier de Montparnasse avec le Pathé Parnasse et le Pathé Montparnos.
Il ferme le lundi 9 juin 2025, après 87 ans d'existence, en raison d'un conflit entre Pathé et la copropriété, qui ne voulait pas que le groupe relie le Miramar au Pathé Parnasse présent dans le même bâtiment.

## Historique
En novembre 1938, Joseph Rytmann, gérant du théâtre de Montrouge et du Maine-Palace, inaugure une nouvelle salle de cinéma en face de la gare Montparnasse : le Miramar. Le nom du cinéma fait référence à un hôtel de la ville de Cannes dans lequel la famille Rytmann séjournait en vacances,. Le premier film diffusé est Marie Walewska, avec Greta Garbo.
Spolié durant l'Occupation, Rytmann parvient à récupérer ses cinémas après-guerre. L'unique grande salle de 1 000 places est scindée en deux en 1974, puis une troisième salle vient s'ajouter au Miramar en 1980. Elles vont de 100 à 550 places.
En 2010, le groupe EuroPalaces (réunissant les salles Gaumont et Pathé) rachète quatre des cinq cinémas du circuit Rytmann. À Montparnasse, le Miramar et Les Montparnos deviennent des annexes du Gaumont Parnasse, respectivement ses salles 14 à 16 et 17 à 20. Ces deux cinémas retrouvent leur autonomie en 2022 lors de la transformation du multiplexe en Pathé Parnasse. Le Miramar, désormais spécialisé dans les films français à moyen budget et les productions américaines en seconde diffusion, reste toutefois géré par Pathé Cinémas.
Le cinéma ferme définitivement le 9 juin 2025 au soir après la diffusion de Ma mère, Dieu et Sylvie Vartan. La raison officielle est que le groupe Pathé n'est pas parvenu à trouver un accord avec la copropriété pour relier le Miramar au Pathé Parnasse présent dans le même bâtiment,. En 2024, il avait accueilli 17 408 spectateurs.

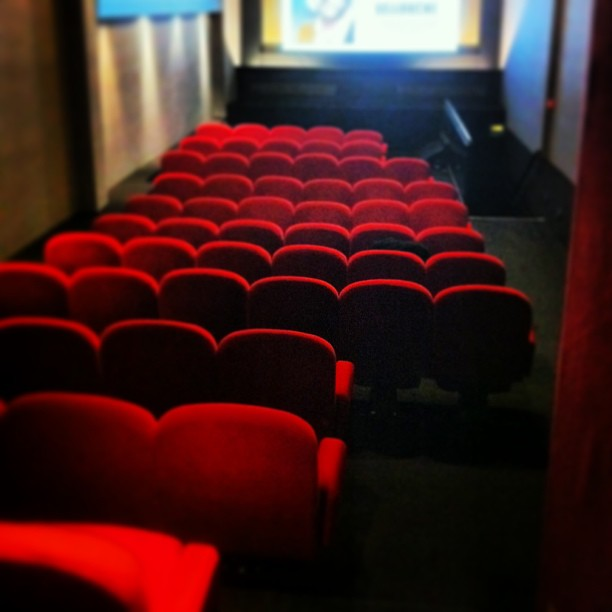
La salle 3 du Miramar (salle 16 du Gaumont Parnasse) en 2013.

## Moyens d'accès
Le cinéma est desservi par les lignes 4, 6, 12 et 13 station Montparnasse - Bienvenüe.